# Ісякаєво (Ішимбайський район)
Ісяка́єво (рос. Исякаево, башк. Иҫәкәй) — присілок у складі Ішимбайського району Башкортостану, Росія. Входить до складу Макаровської сільської ради.
Населення — 251 особа (2010; 247 в 2002).
Національний склад:
- башкири — 99%